# Wouter Despars
Wouter Despars (Brugge, 1455 - 21 oktober 1515) was een internationale handelaar en burgemeester van Brugge.

## Levensloop
Wouter Despars was de zoon van Marc Despars, die afkomstig was uit Doornik, en Margaretha Metteneye. Zelf trouwde hij met zijn nicht Josine Metteneye (overleden in 1529), aldus dubbel verbonden zijnde met deze belangrijke patriciërsfamilie.
Marc Despars, die handelsbetrekkingen had met Spanje, stierf op 13 maart 1477 en Margaretha Metteneye op 12 mei 1475. Het echtpaar had vijf zoons. Marc en Cornelius stierven in 1455 en 1464. De drie overgebleven broers waren Jan, Jacob en Wouter. Het is waarschijnlijk dat ze elk een tijdlang in Spanje of Portugal verbleven om de internationale handel te leren kennen.
Was hij van adel of leefde hij volgens de adellijke status? Het is niet duidelijk, hoewel hij alle uitwendige tekenen van adeldom vertoonde. Hij bezat heerlijkheden met prestige, hij was ridder in de Orde van het H. Graf van Jeruzalem en lid van een Portugese ridderorde, hij werd lid van de Edele confrérie van het Heilig-Bloed, hij nam actief deel aan de steekspelen die werden georganiseerd door de jonge mannen van het Ridderlijk gezelschap van de Witte Beer. In 1479 trok hij op met Maximiliaan van Oostenrijk tegen de Fransen en nam deel aan de gevechten in Vieuville.

## Internationale handel
Het voornaamste levenswerk van Wouter Despars was de oprichting van een vennootschap, de 'Compagnie Despars', die aanzienlijke handel tot stand bracht tussen de internationale havenstad Brugge en de voornaamste handelscentra in Portugal en Spanje.
De meest verhandelde goederen waren suiker, melasse, olie en zuidervruchten (rozijnen, vijgen), in mindere mate wede en graan. De suiker werd hoofdzakelijk op het eiland Madeira aangekocht.
Het was in 1478 dat Wouter met zijn broer Jacob aan handelsactiviteiten begon. Ook zijn broer Jan nam hieraan deel. Na 1480 en tot in 1487 verdween Wouter uit Brugge. Hij vergezelde zijn broer Jacob naar het Iberisch schiereiland en bleef er, ook nadat Jacob naar Brugge was teruggekeerd. 
De broers werden welvarend en kochten begin 1485 de heerlijkheid Koolkerke, met het kasteel en het landgoed Ten Berge. In de stad kochten ze, op het Beursplein, het imposante stenen huis 'Ten Nieuwcasteele'. 
Na 1490 was de compagnie ook betrokken bij de handel in Indische specerijen.

## Stadsbestuurder
Despars begon net als zijn broer Jan, vroeg verantwoordelijkheid te nemen in het stadsbestuur. In 1478 en 1504 werd hij raadslid van Brugge. Hij werd burgemeester van de raadsleden in 1506 en beklom het opperste schavot door zijn benoeming tot burgemeester van de schepenen in 15O7 en opnieuw in 1510.